# 體育遊戲

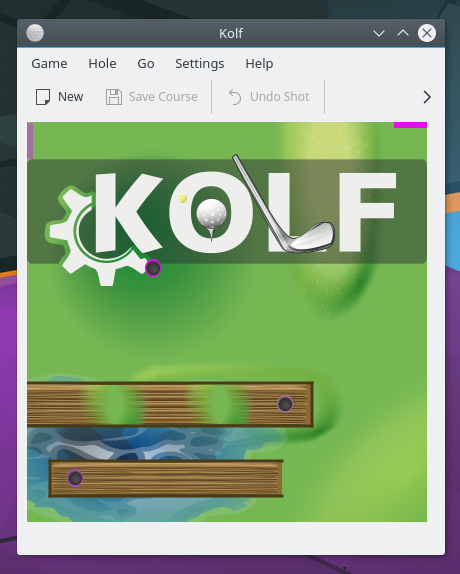
一款高爾夫球模擬遊戲

體育類遊戲或稱運動類遊戲，是一種讓玩家模拟參與專業的體育運動項目的電視遊戲或電腦遊戲。該遊戲類別的內容多數以較為人認識的體育賽事（例：NBA，世界盃足球賽）為藍本。
多數受歡迎的體育運動會收錄成為遊戲，包括足球、棒球、籃球、網球、高爾夫球、美式足球、拳擊、賽車等，大部分體育類遊戲以運動員的形式參與遊戲。

## 著名的體育類遊戲
- FIFA系列、實況足球系列（足球）
- NHL系列（冰球）
- NBA Live系列（籃球）
- NBA 2K系列（籃球）
- Virtua Tennis（網球）
- 老虎伍茲PGA巡迴賽系列（高爾夫球）
- 實況野球系列（棒球）
- MLB系列(棒球)
- HATTRICK(足球)
- 勁爆美式足球19（英语：Madden NFL 19）
- 极限国度

## 外部連結
- Crawford, G. . Games and Culture. 19 January 2015, 10 (6): 571–592  [2018-08-28]. doi:10.1177/1555412014566235. （原始内容存档于2018-08-28）.
- Mia Consalvo; Konstantin Mitgutsch; Abe Stein. . Routledge. ISBN 978-1-136-19199-2.